# 埼玉県済生会鴻巣病院
埼玉県済生会鴻巣病院（さいたまけんさいせいかいこうのすびょういん、英語: Saiseikai Konosu Hospital）は、埼玉県鴻巣市にある精神科病院である。運営は恩賜財団済生会支部埼玉県済生会であり、同会が運営する精神科病院としては唯一のものである。

## 沿革
川口市にある川口済生病院（現:埼玉県済生会川口総合病院）は結核を中心とした医療を行っていたが、結核病床が常時満床で増床の必要があったため、同院の分院として1950年（昭和25年）6月1日に開設された。北足立郡馬室村大字瀧馬室1131番地（現在の鴻巣市）に民間病院を借り、結核病床50床の結核専門病院であった。名称は川口済生病院分院。1953年（昭和28年）4月1日に済生会鴻巣病院として独立し、1956年（昭和31年）8月には精神病床を持つようになった。
1966年（昭和41年）3月に剰余金をもって現在地に新病院を建設して移転。1988年（昭和63年）には埼玉県初の大規模デイケアを開始。現在はグループホーム、介護老人保健施設などを持ち、病院がセンターとなって多方面から患者を支える構造となっている。

## 診療科
- 精神科
- 内科

## 医療機関の指定等
- 保険医療機関
- 指定自立支援医療機関（精神通院医療）
- 身体障害者福祉法指定医の配置されている医療機関
- 精神保健及び精神障害者福祉に関する法律に基づく指定病院・応急入院指定病院
- 精神保健指定医の配置されている医療機関
- 生活保護法指定医療機関
- 医療保護施設
- 依存症専門医療機関
- 地域型認知症疾患医療センター

## 特記事項
- 2009年7月10日現在、施設内は全面禁煙である。

## 交通アクセス
病院公式サイト「アクセス」も参照
- JR東日本高崎線鴻巣駅東口より送迎バス（日曜・祝日は運休）
- 鴻巣駅東口よりフラワー号笠原コースで「済生会病院入口」下車、徒歩3分

## 済生会鴻巣病院の関連施設
- 埼玉県認知症疾患医療センター
- グループホーム「あおぞら」
- 生活支援センター「夢の実」
- 鴻巣介護老人保健施設「こうのとり」
- 障害福祉サービス「夢の実ハウス」
- なでしこメンタルクリニック[1]

いずれも病院と同じ法人が運営をしている。